# Seznam nemških psihiatrov
Seznam nemških psihiatrov.

## A
- Mazda Adli
- Alois Alzheimer

## B
- Oswald Bumke
- Hans Bürger-Prinz

## C
- Bern Carrière

## D
- Klaus Dörner (1933-2022)

## E
- Helmuth Ehrhardt
- Hermann Emminghaus

## F
- Edmund Forster
- Frieda Fromm-Reichmann

## G
- Georg Grodeck

## H
- Werner Heyde
- Magnus Hirschfeld

## J
- Karl Jaspers

## K
- Karl Ludwig Kahlbaum
- Hans Keilson (1909–2011) (nem.-nizoz.) psihoanalitik?
- Emil Kraepelin
- Richard Krafft-Ebing (nem.-avstr.)
- Ernst Kretschmer
- Arthur Kronfeld

## L
- Karl Leonhard

## M
- Friedrich Mauz
- Friedrich Meggendorfer

## N
- William Guglielmo Niederland
- Paul Nitsche

## P
- Friedrich Panse
- Fritz Perls
- Hans Prinzhorn

## R
- Johann Christian Reil
- Ernst Rüdin

## S
- Carl Schneider
- Kurt Schneider
- Carl Hans Heinze Sennhenn

## T
- Bernhard van Treeck

## V
- Werner Villinger

## W
- Fredric Wertham